# Ajmalicin
Ajmalicin (δ-johimbin, raubazin) je antihipertenziv koji se koristi kao tretman za visoki krvni pritisak. On je bio u prodaji pod raznim imenima, neka od kojih su:  i Sarpan. On je isto tako alkaloid koji je prirodno javlja u raznim biljkama kao što su Rauwolfia spp., Catharanthus roseus, i Mitragyna speciosa.
Ajmalicin je strukturno srodan sa johimbinom, rauvolscinom, i drugim johimbanskim derivatima. Poput korinantina, on deluje kao antagonist α1-adrenergičkog receptora. On je znatno manje aktivan na α2-adrenergičkim receptorima, iz čega proizilazi njegovo hipotenzivno dejstvo.

## Literatura
- Wink, Michael; Roberts, M. W. (1998). Alkaloids: biochemistry, ecology, and medicinal applications. New York: Plenum Press. ISBN 978-0-306-45465-3.